# Chibchella personata
Chibchella personata är en insektsart som beskrevs av Morgan Hebard 1927. Chibchella personata ingår i släktet Chibchella och familjen vårtbitare. Inga underarter finns listade i Catalogue of Life.